# 答耳麻八剌剌吉塔
答耳麻八剌剌吉塔（藏語：དྷརྨ་པཱ་ལ་རཀཥི་ཏ།，威利转写：d+harma pA la rak Shi ta，Dharmapāla-rakshita，1268年—1287年）即达玛巴拉·热格希达，藏族，藏传佛教萨迦派高僧，元朝帝师。
“答耳麻八剌剌吉塔”，《至元法宝勘同总录序》作“达哩麻八罗阿罗吃答” ，与藏文史籍《萨迦世系史》合。此名为梵语，意为“保佑护法”。

## 生平
答耳麻八剌剌吉塔是乌思藏萨斯迦（今西藏自治区萨迦县）款氏家族人。根据藏文史料，他是恰那多吉的遗腹子，恰那多吉是八思巴的同母弟，被忽必烈封为白兰王。1265年，恰那多吉与八思巴一起回到萨迦，恰那多吉又娶夏鲁万户家的女儿坎卓本。1267年，恰那多吉逝世，享年29岁。答耳麻八剌剌吉塔是坎卓本所生，答儿麻八剌剌吉塔在仁钦冈拉让出生，幼年随八思巴学法，十一岁讲经《二观察续》。13岁时，八思巴圆寂，答耳麻八剌剌吉塔出任萨迦法主，主持八思巴超度大会。早在八思巴在世时，就已确定由答耳麻八剌剌吉塔继嗣萨迦款氏家族。所以，答耳麻八剌剌吉塔成为萨迦派宗教及世俗两个方面的领袖。
1282年，14岁的答耳麻八剌剌吉塔抵达元大都朝见忽必烈。根据《元史》记载，抵达大都后，答耳麻八剌剌吉塔于至元十九年（1282年）十二月被元朝封为帝师，成为元朝第三位帝师。《元史·释老传》载：“亦怜真嗣为帝师，凡六岁，至元十九年卒，答兒麻八剌乞列嗣，二十三年卒。”（“乞列”为讹字，应为“答兒麻八剌剌吉塔”。此处亦怜真卒年不确，见亦怜真条目）《元史》卷十二《世祖纪》载：至元十九年（1282年）十二月，“诏立帝师答耳麻八剌剌吉塔，掌玉印，统领诸国释教。”根据藏文史料记载，答耳麻八剌剌吉塔在大都兴建了一座大佛殿及水晶塔。忽必烈怕萨迦款氏家族绝嗣，乃强令答耳麻八剌剌吉塔娶了两位妻子，第一位妻子是诸王启必帖木儿（阔端之子）的女儿贝丹，未生子，第二位妻子是觉莫达本，生子早逝。由于《元史·释老传》载，至元二十三年（1286年），亦摄思连真继任元朝帝师，所以答耳麻八剌剌吉塔卸任帝师的时间是至元二十三年（1286年）。《元史·释老传》所载答耳麻八剌剌吉塔至元二十三年卒，实为其卸任帝师的时间，而非圆寂时间。后到凉州幻化寺为八思巴建塔寺。
据藏文史料，答耳麻八剌剌吉塔20岁时（1287年）奉命管理吐蕃事务，在回藏途中于朵甘思（青海支曼陀罗）圆寂。意希仁钦接替他为帝师。